# Três de Maio (kommun)
Três de Maio är en kommun i Brasilien.   Den ligger i delstaten Rio Grande do Sul, i den södra delen av landet, 1 500 km sydväst om huvudstaden Brasília. Antalet invånare är 23 726.
Följande samhällen finns i Três de Maio:
- Três de Maio

Trakten runt Três de Maio består till största delen av jordbruksmark. Runt Três de Maio är det ganska tätbefolkat, med 179 invånare per kvadratkilometer.